# Падманабхасвамі
Падманабхасвамі (малаял. ശ്രീ പത്മനാഭസ്വാമി ക്ഷേത്രം; śṟī patmaṉābhasvāmi kṣētṟaṁ IAST) — старовинний індуїстський храм у місті Тируванантапурам у штаті Керала на півдні Індії. Храм присвячений богу Вішну у формі Падманабхасвамі, що перебуває у позі Ананантхасаянам (містичний сон йога-нідра).

## Історія
Падманабхасвамі вважається одним з найдавніших храмів індуїстів. Перші згадки про нього відносяться до IV століття до нашої ери. Він кілька разів руйнувався і знову відбудовувався. Свого нинішнього вигляду храм зобов'язаний правителям Траванкора. Це королівство досягло найбільшого розквіту в XVIII столітті. Тодішній його правитель махараджа Мартанда Варма (роки перебування при владі: 1729—1758) розпорядився побудувати найбільший і найгарніший храм Вішну. Будувати його почали в 1731 році. У 1750 році відбулося урочисте відкриття храму.

### Скарб
У підземеллях храму тривалий час зберігалася скарбниця місцевих магарадж та пожертвування вірян богу Вішну. Наприкінці XIX століття скарбницю запечатали і доступ до неї був закритий. У 2011 році Верховний суд Індії дозволив відкрити підземелля храму, щоб провести облік цінностей та забезпечити належну їхню охорону. При процедурі розпечатання був присутній останній нащадок магарадж Траванкора. Для дослідження та оцінки скарбів запрошено археологів та спеціалістів Британського музею. Після відкриття скарбниці виявили скрині приблизно з 1 т золотих монет, 1 т золота в злитках і ювелірних виробах, мішки з діамантами та іншими дорогоцінними каменями. В одному зі сховищ виявили інкрустовані смарагдами і рубінами корони, золоті намиста, золотий ланцюг завдовжки 5,5 м, 36-кілограмове золоте «полотно», рідкісні монети різних країн, а також статую бога Вішну, що лежить на змії Ананта-Шеше, виконану з чистого золота, заввишки 1,2 м.
За попередніми оцінками, знайдені скарби коштують майже трильйон індійських рупій, тобто понад 22 млрд доларів США. При оцінці враховані лише вага золота та його ринкова вартість без врахування історичної та художньої цінності виробів.
Всього було відкрито 5 кімнат із скарбами. Останню, шосту, кімнату заборонили відкривати священослужителі храму, бо на ній знаходиться малюнок із зображенням кобри, який вказує на прокляття, що охороняють цю кімнату.

## Опис
Споруда є гопурамом (в індійській архітектурі — надбрамна вежа у храмовій огорожі) з семи ярусів. Його висота — 30,5 м. Основа гопурама — прямокутник. Внизу знаходяться багато прикрашені вхідні двері. Зверху розташовується конічне навершя, що складається з декількох рівнів, що зменшуються в міру звуження гопурама. Вежу увінчує дах з циліндричним склепінням. Гопурам вишукано прикрашений скульптурами і розписом на теми з індуїстської міфології. Всередині розташований коридор з 324 рельєфними стовпами і золотою колоною заввишки 24,5 м.
Основний зал прикрашений фресками, що зображають різні містичні історії, і призначений для зберігання головної святині: унікальною статуї Падманабхасвамі-Вішну. Скульптурне втілення верховного бога лежить на гігантському тисячоголовому змії Ананта-Шеші — царі усіх нагів. З пупка Вішну зростає лотос з сидячим на ньому Брахмою. Ліва рука статуї розташована над каменем-лінгамом, який вважається найважливішою формою і образом Шиви. Поруч сидять його дружини: богиня Землі Бхудеві і богиня процвітання Шрідеві. Статуя заввишки 5,5 м побудована з 10 008 шалаграмашил (священних каменів) і покрита золотом і дорогоцінним камінням. Її можна побачити з трьох воріт храму — через одні видно стопи, через інші — тіло, а через треті — груди і обличчя. Статуя виготовлена з сіли — каменю, що видобувається з дна священної річки Калі-Гандакі, який має чорний колір і вважається втіленням Вішну. Крім того, зверху статуя покрита спеціальною речовиною «Катусаркара йогам» — аюрведною сумішшю, яка не дозволяє осідати на поверхні ідола пилу і бруду.

## Фестиваль
У храмі двічі на рік проводиться десятиденний фестиваль традиційного танцювально-драматичного мистецтва Керали — Катхакалі. Але у Падманабхасвамі можуть увійти тільки люди, які сповідують індуїзм, крім того, вони зобов'язані дотримуватися дуже строгий дрес-код.